# SN 2005dn
SN 2005dn – supernowa typu II odkryta 27 sierpnia 2005 roku w galaktyce NGC 6861F. W momencie odkrycia miała maksymalną jasność 15,00m.